# OGS-Explora Mounds
Koordinaten: 75° 54′ S, 165° 57′ W
Die OGS-Explora Mounds sind ein 40 km langes und 30 km breites Areal in Tiefen zwischen 400 und 900 m unter dem Meeresspiegel im antarktischen Rossmeer. Es handelt sich um eine ungewöhnlich konzentrierte Ansammlung von Tiefseebergen zwischen 700 und 2500 m Durchmesser und Höhen zwischen 50 und 100 m.
Wissenschaftler einer zwischen 2005 und 2006 durchgeführten Forschungsfahrt der OGS Explora vom OGS Triest entdeckten sie und benannten sie nach dem Forschungsschiff.